# 胆脂瘤
胆脂瘤（英文：Cholesteatoma），中文又称珍珠瘤，是一种鳞状角质化上皮的破坏性和侵入性生长，发生于中耳或颞骨的乳突部分。胆脂瘤并不是肿瘤，但由于其侵蚀性和扩张性，常造成严重的问题，譬如造成中耳的听小骨受损，或从颅底侵入大脑，或造成感染。胆脂瘤通常需要通过手术移除。

## 症状
大多数胆脂瘤患者会出现耳漏（耳道有液体流出）或傳導性聽力喪失。少数患者可能出现耳部疼痛、耳部肿胀、耳鸣、头晕、头痛、耳部出血、面瘫等。与此同时，患者也可能患有外耳炎。如患者平衡感出现问题，应当考虑胆脂瘤已入侵内耳平衡觉感受器。
由于胆脂瘤的严重性，当病患出现耳漏和听觉障碍时，在诊断过程中医生必须考虑胆脂瘤的可能性。

## 病因
胆脂瘤一般有两种：先天性及后天性（获得性）。获得性胆脂瘤较为常见，一般由于耳膜或其它中耳病变（如中耳炎、咽鼓管炎等）而导致中耳出现角质化上皮堆积。先天性胆脂瘤一般是胚胎时期出现的中耳腔室内的表皮囊肿。

## 诊断
医护人员进行耳部物理检查。CT扫描、眼震电图检测有助于排除其它疾病。

## 治疗
胆脂瘤属于顽疾。一般情况下，如病人可接受普通麻醉，通常需要进行手术移除胆脂瘤。